# Vitterhet
Vitterhet (jämför: isländska: vitr, ”klok, vettig, kunnig”; av vit, ”vett, förstånd”) är ett ålderdomligt ord för humanistisk bildning, poesi, skönlitterär prosa och retorik som idag mest är känt i samband med Vitterhetsakademiens verksamhet. I 1600-talssvenskan betydde vitterhet kunskapsrikedom, vett och lärdom. Under 1700-talet antog det en smalare innebörd av humanistisk bildning i förening med skönhetssinne. Det innefattade då alla de kunskapsgrenar som ansågs ge en sådan bildning, närmast i anslutning till franskans begrepp belles-lettres som stod i motsats till matematiken och naturvetenskaperna, sciences. Mot slutet av 1700-talet gick utvecklingen vidare och innebörden blev än snävare. Det kom då att syfta på skönlitteratur i motsats till facklitteratur av vad slag den vara månde.